# VIII Congresso panucraino dei Soviet
L'Ottavo Congresso panucraino dei Soviet dei deputati degli operai, dei braccianti e dei soldati dell'Armata Rossa si tenne a Charkiv dal 17 al 20 gennaio 1924.